# ADDIE
ADDIE – це інструкційні системи дизайну (ISD) структура, яку багато інструкційних дизайнерів та розробники тренінгів використовують для розробки курсів. Назва є акронімом для п’яти етапів, які вона визначає для створення інструментів підтримки навчання та продуктивності:
- Аналіз (Analysis)
- Дизайн (Design)
- Розробка (Development)
- Впровадження (Implementation)
- Оцінка (Evaluation)

Більшість сучасних моделей ISD є варіаціями процесу ADDIE. Інші моделі включають моделі Діка і Кері та Кемпа. Швидке прототипування – це ще один поширений альтернативний варіант.
Інструкційні теорії важливі в дизайні навчальних матеріалів. До них належать біхевіоризм, конструктивізм, соціальне навчання та когнітивізм.

## Історія
Флоридський державний університет розробив структуру ADDIE у 1975 році для пояснення, “...процесів, що беруть участь у формулюванні програми розробки інструкційних систем (ISD) для міжвидової військової підготовки, яка буде адекватно навчати осіб виконувати певну роботу і може бути також застосована до будь-якої міжвидової діяльності з розробки навчальних планів.” Модель спочатку містила кілька кроків у рамках п’яти оригінальних етапів (аналіз, дизайн, розробка, впровадження та оцінка). Ідея полягала в тому, щоб завершити кожен етап перед переходом до наступного. Подальші практики переглянули кроки, і в кінцевому підсумку модель стала більш динамічною та інтерактивною, ніж початкова ієрархічна версія. До середини 1980-х років з’явилася версія, знайома сьогодні.

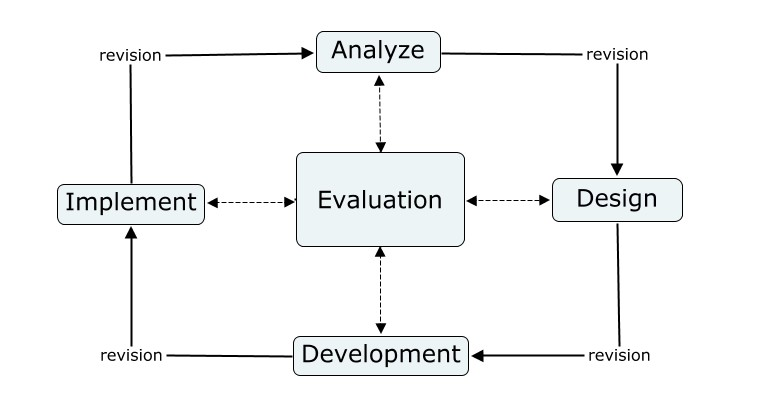
Модель ADDIE

Походження самого терміна залишається незрозумілим, але базові концепції ISD походять від моделі, розробленої для збройних сил США в середині 1970-х років. Як згадує Брансон (1978), Центр освітніх технологій при Флоридському державному університеті співпрацював з відділом армії США для розробки моделі, яка еволюціонувала у Міжвидові процедури розробки інструкційних систем (IPISD), призначені для армії, флоту, повітряних сил та морської піхоти. Брансон надає графічний огляд IPISD, який показує п’ять основних етапів: аналіз, дизайн, розробка, впровадження та контроль. Практично всі наступні історичні огляди ID посилаються на цю модель, але користувачі не посилаються на неї під акронімом ADDIC. Автори та користувачі посилаються лише на IPISD. Отже, це явно не є джерелом акроніму ADDIE.

## Фази ADDIE (Аналіз, Дизайн, Розробка, Впровадження та Оцінка)

### Фаза аналізу
Фаза аналізу уточнює навчальні проблеми та цілі, ідентифікує навчальне середовище та існуючі знання та навички учнів. Питання, на які відповідає фаза аналізу, включають:
- Хто такі учні і які їхні характеристики?
- Яка бажана нова поведінка?
- Які типи обмежень навчання існують?
- Які варіанти доставки матеріалу?
- Які педагогічні міркування?
- Які міркування теорії навчання дорослих застосовуються?
- Який термін виконання проекту?

Процес постановки цих питань часто є частиною аналізу потреб. Під час аналізу потреб інструкційні дизайнери (IDs) визначають обмеження та ресурси для точного налаштування свого плану дій.

### Фаза дизайну
Фаза дизайну охоплює навчальні цілі, інструменти оцінки, вправи, зміст, аналіз предметної області, планування уроків та вибір медіа. Фаза дизайну повинна бути систематичною та конкретною. Систематичною означає логічний, послідовний метод, який визначає, розробляє та оцінює набір запланованих стратегій для досягнення цілей проекту. Конкретною означає, що команда повинна виконувати кожен елемент плану інструкційного дизайну з увагою до деталей. Фаза дизайну може включати написання документу дизайну/пропозиції дизайну або концептуальної записки та структури для сприяння фінальній розробці.

### Фаза розробки
На етапі розробки інструкційні дизайнери та розробники створюють і збирають контентні ресурси, описані на етапі дизайну. Якщо залучено електронне навчання, програмісти розробляють або інтегрують технології. Дизайнери створюють сторіборди. Тестувальники виправляють матеріали та процедури. Команда переглядає та редагує проект відповідно до відгуків. Після завершення розробки навчального матеріалу дизайнери повинні провести обов’язковий пілотний тест; це можна здійснити за участю ключових зацікавлених сторін та репетицією навчального матеріалу.

### Фаза впровадження
Фаза впровадження розробляє процедури для навчання тренерів та учнів. Тренери охоплюють навчальний план курсу, результати навчання, методику доставки та процедури тестування. Підготовка учнів включає навчання їх новим інструментам (програмне або апаратне забезпечення) та реєстрацію студентів. Впровадження включає оцінку дизайну.

### Фаза оцінки
Фаза оцінки складається з двох аспектів: формувальної та підсумкової. Формувальне оцінювання присутнє на кожному етапі процесу ADDIE, тоді як підсумкове оцінювання проводиться на завершених інструкційних програмах або продуктах. Чотири рівні оцінювання навчання Дональда Кіркпатріка часто використовуються під час цієї фази процесу ADDIE.

## Інші версії
Деякі установи модифікували модель ADDIE для задоволення конкретних потреб. Наприклад, Військово-морські сили США створили версію, яку вони називають PADDIE+M. Фаза P – це фаза планування, яка розробляє цілі проекту, завдання проекту, бюджет та розклади. Фаза M – це фаза обслуговування, яка впроваджує життєвий цикл обслуговування з методами безперервного покращення. Ця модель набуває популярності в уряді США як більш повна модель ADDIE. Деякі організації прийняли модель PADDIE без фази M. Павліс Коррес (2010) у своїй інструкційній моделі (ESG Framework), запропонувала розширену версію ADDIE, названу ADDIE+M, де М=Обслуговування мережі навчальної спільноти після завершення курсу. Обслуговування мережі навчальної спільноти – це сучасний освітній процес, який підтримує безперервний освітній розвиток своїх членів за допомогою соціальних медіа та веб-інструментів.

## Додаткова література
- Strickland, A.W (2006). ADDIE. Idaho State University College of Education, Science, Math & Technology Education. Архів оригіналу за 9 липня 2006. Процитовано 29 червня 2006.